# Руско-српски савез
Дана 10. јула 1807. године, током Првог српског устанка, српски побуњеници под командом Карађорђа склопили су савез са Руским царством.
Након што се Османско царство удружило са Наполеоновом Француском крајем 1806. године и након напада Русије и Енглеске, Турци су били принуђени да траже начине да удовоље захтевима српских побуњеника. Истовремено, Руско царство је нудило Србима подршку и сарадњу. Определили су се за савез са Русијом уместо за турско признање српске аутономије у оквиру Османског царства (као што је раније било договорено у условима Ичковог мира). Карађорђе је, према условима руско-српског уговора, требало да добије оружје, медицинску негу и војне саветнике, који су касније одиграли значајну улогу у Српској револуцији.
Руси су настојали да ојачају десни бок своје војске на рачун српских војних формација. Срби су, пак, имали ставове о стварању сопствене националне државе, која је требало да обухвати и територије Босне и Херцеговине, као и пашалуке Видин, Ниш, Лесковац и Нови Пазар.